# 애리조나 랭글러스
| 애리조나 랭글러스 |                                     |
| 콘퍼런스          | 서부 콘퍼런스                       |
| 디비전            | 퍼시픽 디비전                       |
| 설립연도          | 1982년                              |
| 해체연도          | 1984년                              |
| 역사              | 애리조나 랭글러스 (1982년~1984년)   |
| 경기장            | 선 데블 스타디움                    |
| 연고지            | 애리조나주 템피                     |
| 상징색            | 플래그 블루, 빨강, 구리, 노랑, 하양 |
| 구단주            | 닥터 태드 디트리히                  |
| 감독              | 조지 알렌 (마지막 감독)             |
| 리그 우승         | -                                   |
| 콘퍼런스 우승     | 1 (1984)                            |
| 디비전 우승       | 1 (1984)                            |

애리조나 랭글러스(Arizona Wranglers)는 1982년부터 1984년까지 애리조나주 템피를 연고지로 하는 USFL의 서부 콘퍼런스 퍼시픽 디비전 소속 미식 축구팀이다.

## 역대 홈경기장
| 경기장            | 사용기간      | 수용인원 | 장소            | 비고 |
| ----------------- | ------------- | -------- | --------------- | ---- |
| 애리조나 랭글러스 |               |          |                 |      |
| 선 데블 스타디움  | 1982년~1985년 | 70,021명 | 애리조나주 템피 | 빈칸 |